# Amphiuma tridactylum
Espèce
Synonymes
- Syren quadrapeda Custis in Freeman & Custis, 1807

Statut de conservation UICN

 LC  : Préoccupation mineure
Amphiuma tridactylum est une espèce d'urodèles de la famille des Amphiumidae.

## Distribution
Cette espèce est endémique des États-Unis. Elle se rencontre dans  l'Est du Texas, dans le Sud-Est de l'Oklahoma, en Louisiane, en Arkansas, au Mississippi, en Alabama, dans l'Ouest du Tennessee, dans l'Ouest du Kentucky et dans le Sud du Missouri.

## Description
Amphiuma tridactylum mesure de 46 à 106 cm de longueur totale.

## Publication originale
- Cuvier, 1827 : Sur le genre de reptiles batraciens, Nomme Amphiuma, et sur une nouvelle espèce de ce genre (Amphiuma tridactylum). Mémoires du Muséum d'Histoire Naturelle, Paris, vol. 14, p. 1-14 (texte intégral).